# Cubazomus armasi
Cubazomus armasi är en spindeldjursart som först beskrevs av Verner Hawsbrook Rowland och Paul Reddell 1981.  Cubazomus armasi ingår i släktet Cubazomus och familjen Hubbardiidae. Inga underarter finns listade i Catalogue of Life.